# ピディクトス
ピディクトス (英語: Pidikhtos、ギリシア語: πηδηχτός) は、クレタ島起源のギリシャの踊りで、人々は円状の形で踊る。クレタ島および、その他のギリシャの島々に広がっている。

## 関連リンク
- Kρητικός πηδηχτός χορός - Cretan pidiktos
- Ellas Dancers of Chicago